# Groupe de liaisons aériennes ministérielles
Pour les articles homonymes, voir GLAM.
Le Groupe de liaisons aériennes ministérielles (GLAM) est une unité de l'Armée de l'air française créée à Villacoublay le 1er mars 1945 et dissoute en 1995.
Portant successivement les dénominations de GLAM, GLAM 86 (5 octobre 1945 au 1er mars 1947), Groupe de Liaisons Aériennes I/40 (1er mars 1947 au 15 mai 1948), de Groupe de Transport et de Liaisons Aériennes I/60 (15 mai 1948 au 1er mai 1968) et enfin de GLAM I/60, cette unité dont le rôle était d'assurer les transports aériens des personnalités politiques et militaires de la République française a toujours stationné à Villacoublay.
Sa dissolution, officiellement décidée pour réduire le train de vie de la présidence, a été effective le 19 juillet 1995. Une partie de ses missions ont néanmoins été reprises par l'Escadron de transport, d'entraînement et de calibration 00.065 (ETEC 65).

## Appareils
Au cours des années son parc d'avions a compris, entre autres :
- des Dassault MD 311-312-315 Flamant
- des SNCASO SO.30P Bretagne
- des Douglas DC-3
- un Breguet Br 500
- plusieurs quadrimoteurs Douglas DC-4 et DC-6
- un quadriréacteur DC-8
- deux bimoteurs Cessna 411[1]
- une Caravelle
- des Mystère-Falcon 20
- des Falcon 50
- des Falcon 900
- des hélicoptères Alouette III
- un hélicoptère Dauphin
- des hélicoptères Puma et Super Puma